# Ponentino
Il ponentino è una brezza estiva di mare che soffia da occidente, tipico della costa tirrenica della bassa Toscana e del Lazio.
Raggiunge punte massime di circa 30 km/h sul litorale romano.

## Er ponentino
Il ponentino è il vento più noto fra quelli che spirano su Roma, sebbene nella concezione popolare si intenda con questo termine il vento di ponente che si leva sul far della sera nella stagione calda.
(Cesare Pascarella, "Eppuro er mare...")
Dati gli orari e le stagioni in cui lo si avverte (a Roma è in realtà più presente in primavera, ma la sensazione di refrigerio è più distinta nei crepuscoli estivi), questo vento è divenuto oggetto di una particolare percezione popolare, ben presto elemento di tradizione popolaresca istintiva, nella coincidenza del suo levarsi con l'ora del riposo, della cena (rito fra i più importanti della romanità) e dell'amore.
Dell'amore il ponentino divenne nel tempo allusivo e romantico riferimento e custode, complice creatore di produttive atmosfere soprattutto per il corteggiamento, silenzioso messaggero delle note di fiduciosi stornelli, di amorosi versi cantati che questo vento si riteneva potesse rendere ammaliatori. Ed era, secondo proprio un antico stornello, la miglior scusa per poter assestare una ciocca di capelli dell'amata, forse davvero scomposta da qualche refolo, e per restare nei paraggi a provare una tenera incerta carezza.
(Armando Trovajoli, Renato Rascel: "Roma nun fa' la stupida stasera" (Rugantino))
Sottintesa cornice delle liturgie alimentari serali che Fellini descrisse in "Roma", e forse di Roma, er ponentino è in realtà rinfrescante ragione e condizione dell'uso romano di cenare, quando possibile, all'aperto. Trasporta fra le case aromi di cucinato e trasforma le stanche strade in profumate promesse del ristoro, unisce le singole abitazioni e i nuclei familiari nel rito della cena che si fa così distintamente collettivo, di rione. Come appunto espressivamente colto dal cineasta.
D'intorno, intanto, svaniscono i fumi ed i vapori della giornata operosa, i monti lontani come il Terminillo o quelli più vicini, come i Castelli, riguadagnano nitidezza, rassicurando a vista i romani che i monti sono ancora là, a carpire da questo vento echi e fragranze del caput mundi. E se dopo la cena risoffia, vuole sempre la proverbialità degli stornelli, volano di nascosto le notizie, si sviluppano in segreto i progetti, si decidono sacralmente le cose di casa, tramano le spie, si svegliano i pazzi. 
(Modo di dire romano riferito a persone di particolare acume o informatissime)
La crescita urbanistica della capitale, unitamente alle costruzioni di edifici di altezza rilevante nelle periferie come ad esempio il "Nuovo Corviale", ha via via indebolito la capacità di penetrazione di questo delicato zéfiro, così che oggi non è più possibile apprezzarne la presenza se non nelle primissime fasce urbane ad occidente. La notazione, di riscontro diffuso, fu attribuita a Giulio Carlo Argan, storico dell'arte ed ex sindaco della capitale, sul principio degli anni ottanta .